# 今野勉
今野 勉（こんの つとむ、1936年（昭和11年）4月2日 - ）は、日本の演出家、プロデューサー、脚本家、実業家。文化功労者。
株式会社東京放送での勤務を経て、株式会社テレビマンユニオン取締役、武蔵野美術大学造形学部教授などを歴任した。

## 来歴

### 生い立ち
秋田県河辺郡仁井田村（のちの秋田市）出身。4歳から高校卒業まで北海道夕張市で育つ。今野の小学生時代は終戦直後の混乱期で、教育も大きな変遷の時を迎えていた。特にレコードを使用した国語の授業や、誰かが読んだ詩を皆んなでリフレインしたりする全く新しい形式による教育を自著、今野勉のテレビズム宣言においてこう回想している。『ア、人生っていうのは、相当自由にやって許されるんだなっていうのが突然わかった。』。父は鉱夫であったが、病気がちだったため家は貧しかった。北海道夕張南高等学校在学中は進学せずに鉱山で働くつもりだったが、修学旅行の積立金を受験料にあてることで受験を許され、学費の安かった東北大学に進学。1959年（昭和34年）に東北大学文学部を卒業して東京放送に入社。

### 演出家として
テレビ草創期の名ディレクターとして数多くのドラマやドキュメンタリーの制作に携わる。日本人で初めてテレビドラマ（「土曜と月曜の間」）でイタリア賞を受賞。1970年（昭和45年）にTBSの仲間25人と共に同社を退社。日本初の独立系テレビ番組制作会社・テレビマンユニオンを創立。また、1998年（平成10年）の長野オリンピックの開会式・閉会式のプロデューサーとしても知られている。1964年（昭和39年）には国映でピンク映画の『裸虫』を変名で監督した。
現在、テレビマンユニオン取締役を務めつつ、多くの演出作品を輩出している。また、武蔵野美術大学映像学科教授もつとめた。株式会社BSフジ番組審議会委員。東京夕張会会長。

## 賞歴

### 演出
- 1964年：東芝日曜劇場「土曜と月曜の間」（TBS） イタリア賞大賞
- 1965年 - 1968年：「七人の刑事」TBS、40本） 日本放送作家協会演出者賞
- 1970年 - 1976年：「遠くへ行きたい」（読売テレビ、44本） ギャラクシー選奨
- 1973年：「天皇の世紀」（朝日放送、6本） ギャラクシー選奨
- 1975年：木曜スペシャル「欧州から愛をこめて」（日本テレビ） テレビ大賞優秀番組賞
- 1976年：「燃えよ!ダルマ大臣 高橋是清伝」（フジテレビ） ギャラクシー選奨
- 1977年：「海は甦える」（TBS） テレビ大賞優秀番組賞 / エランドール賞特別賞
- 1982年：「ドキュメンタリー特集・生命潮流」（日本テレビ） テレビ大賞優秀番組賞
- 1985年：TIME21「日本の音・春〜音でつづる日本の四季」（日本テレビ） ATP賞優秀賞
- 1987年：TIME21「ああ妻よ、泣くのはあした」（日本テレビ） 日本民間放送連盟賞優秀番組賞
- 1989年：水曜グランドロマン「凍れる瞳」（日本テレビ） 放送文化基金賞個人賞
- 1991年：「真珠湾奇襲〜ルーズベルトは知っていたか」（日本テレビ） ギャラクシー選奨
- 1993年：NHKスペシャル「地の底への精霊歌」（NHK） ギャラクシー選奨
- 1995年：NHKスペシャル「こころの王国〜童謡詩人金子みすゞの世界」[4]（NHK） 芸術選奨文部大臣賞
- 2008年：「日中戦争秘話 ふたつの祖国をもつ女諜報員 鄭蘋如の実像」（読売テレビ）民間放送連盟賞優秀番組賞
- 2020年：「宮沢賢治　銀河への旅」の演出と長年にわたるテレビへの貢献（NHK)　毎日芸術賞特別賞

### 脚本
- 1989年：「光れ隻眼0.06」（日本テレビ） 放送文化基金賞ドラマ部門本賞
- 1994年：「続・病院で死ぬということ」（TBS） ATP優秀番組賞 / 放送文化基金賞ドラマ部門優秀番組賞

### 著書
- 2017年：『宮沢賢治の真実 修羅を生きた詩人』（新潮社）第15回蓮如賞

## 栄典
- 2020年：文化功労者[5]

## イベント
- 1968年：日本万国博覧会 日本電信電話公社（電電公社）パビリオン（企画委員）
- 1996年 - 1998年：長野オリンピック 開会式・閉会式（会場演出/映像監督）
- 2000年 - 2001年：ワールドゲームズ2001秋田 開会式（総合プロデューサー）[1]
- 2003年：第54回全国植樹祭千葉（総合演出）

## 舞台
- 1987年：奇跡の人（日生劇場）演出
- 1991年：人形の家（銀座セゾン劇場）演出

## 著書
- 萩元晴彦・村木良彦と共著『お前はただの現在にすぎない - テレビになにが可能か』 田畑書店、1969年
  - 2008年に朝日新聞出版「朝日文庫」で再刊。
- 『今野勉のテレビズム宣言』フィルムアート社、1976年7月15日。NDLJP:12276242。
- 『歴史の涙 - 炎のかげの女たち』（現代史出版会、1983年）
- 『真珠湾奇襲・ルーズベルトは知っていたか』（読売新聞社、1991年）
  - 2001年にPHP研究所「PHP文庫」で再刊。
- 堀川とんこうとの共著『ジャック・アンド・ベティ物語 - いつもアメリカがあった』 （開隆堂出版、1992年）
- 『テレビの嘘を見破る』（新潮新書、2004年）
- 『金子みすゞふたたび』（小学館、2007年）、小学館文庫、2011年
- 『テレビの青春』（NTT出版、2009年）
- 『鴎外の恋人―百二十年後の真実』（日本放送出版協会、2010年）
- 『柳美里対談集 沈黙より軽い言葉を発するなかれ』（創出版、2012年）
- 『宮沢賢治の真実、修羅を生きた詩人』（新潮社、2017年）、新潮文庫、2020年
- 『テレビマン伊丹十三の冒険　テレビは映画より面白い？』（東京大学出版会、2023年）